# 琉球国王

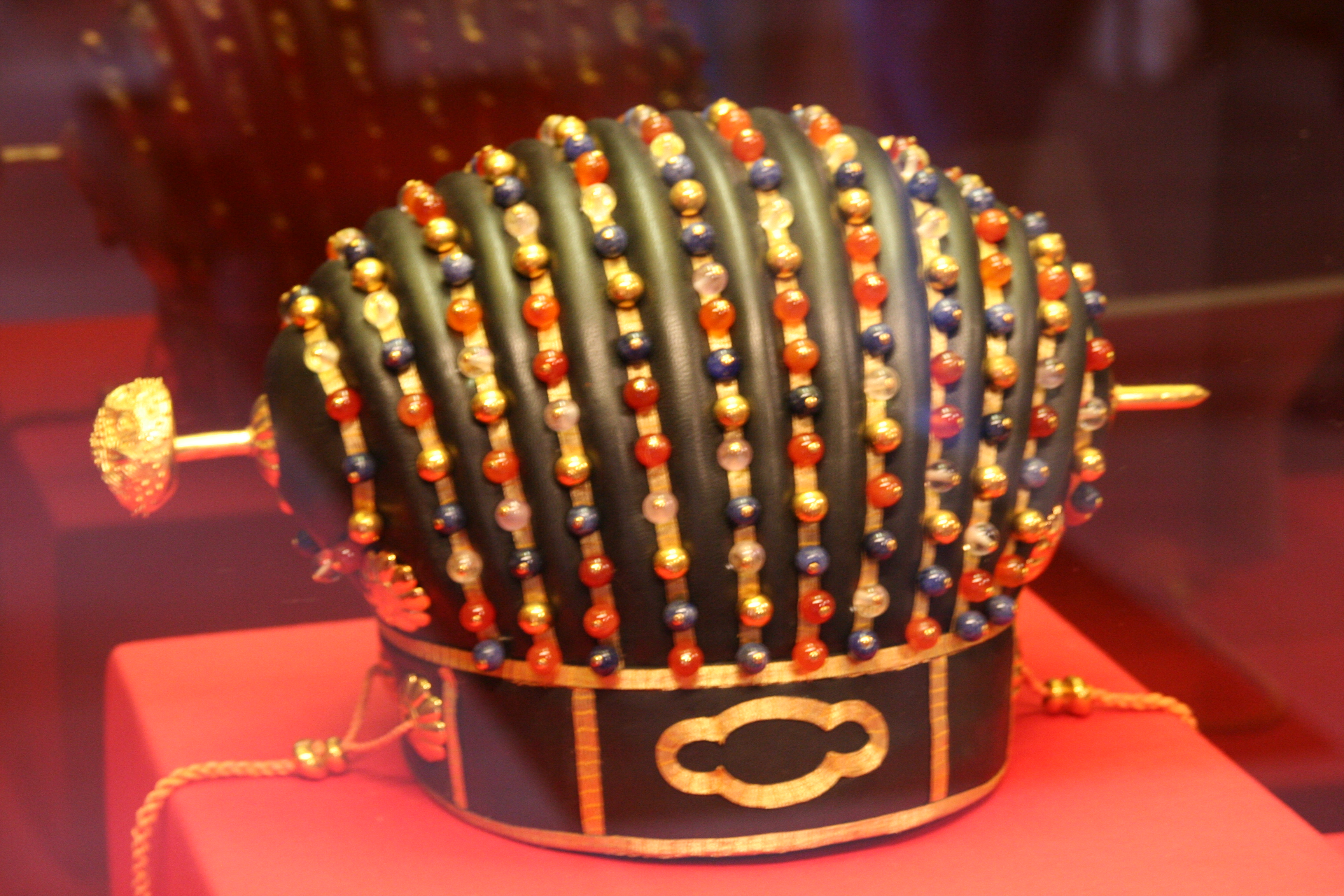
皮弁冠（琉球国王の王冠）

琉球国王（りゅうきゅうこくおう）は、1872年（清: 同治11年、日本: 明治5年）まで琉球諸島を中心に存在した琉球王国の君主及びその外交称号であり、明及び清に貿易上の理由から朝貢した際に授けられた封号もそれに含まれる。琉球国内では御主と呼ばれた。外交上、ならびに正式名称は琉球國中山王（りゅうきゅうこくちゅうざんおう）。
本項目では、琉球王国成立（1429年）より以前に琉球に君臨し、または君臨したとされる王統についても併記する（#琉球国王の一覧）

## 概要

### 王または王号の起源

琉球王家紋章・左三つ巴

一般に王または王号は、由来が諸説あるため、明確な起源は明らかではない。琉球国王の場合にも、その王または王号の起源の一つが、明に貿易上の理由から朝貢して冊封を受けてからと言われているが、文献ではそれ以前の時代の王についての記載もある。明時代には、1404年（明: 永楽2年）2月、察度王統の二代・武寧（1356年 - 1406年）の時、明の永楽帝が冊封使を派遣し、武寧を中山王（ちゅうざん おう）に冊封した。これが琉球最初の冊封である。武寧の父・察度が1372年（明: 洪武5年）に初めて朝貢した際、冊封を受けたとの説もあるが、琉球側の史書『球陽』および中国側の史書『明実録』を見る限り、皇帝から様々な品物を下賜されたとの記述はあるが、冊封を受けた、もしくは王爵を授与したとの記述は見あたらない。武寧王が冊封を受けた2ヶ月後の同年4月には、山南（南山）王国の汪応祖も冊封を受けて、山南王に封じられた。
後世の史書では、察度王統以前にあったといわれる舜天王統や英祖王統の歴代君主にも王号が用いられている。これは史書編纂の折などに王に相当する人物という意味であり、実際には、某按司を王とみなしたとの記載であるという意見もある。

### 第一尚氏王統

国王の居城・首里城

王爵を受けた武寧王は、2年後の1406年に佐敷按司・巴志（1372年 - 1439年、後の尚巴志王）に滅ぼされる。巴志は武寧王に代わって父・思紹（1354年 - 1421年、尚思紹王）を中山王の位に就かせた。翌年、思紹は武寧王の世子と偽って明へ使者を派遣して武寧王の死去を告げると、明から使者が派遣され、思紹は正式に王爵を受け継いだ。第一尚氏王統の始まりである。一方、山南王国では、1415年（明: 永楽13年）、世子・他魯毎にも冊封使が派遣され、山南王に封じられている。山北（北山）王国はたびたび明へ朝貢したが、冊封を受けたとの記録はない。
1422年に思紹が亡くなると、巴志が中山王に即位した。1425年（明: 洪熙元年）2月1日、明は冊封使・柴山を派遣し、巴志を中山王に冊封した。その後、巴志は1429年に山南王・他魯毎を滅ぼし、琉球を統一した。翌1430年、巴志は明から尚姓を賜わったといわれ、「尚巴志」を名乗った。統一後も尚巴志王は中山王を名乗り続けたので、これ以降、琉球国王の名称は中山王となった。
尚巴志王の死後、第一尚氏王統は、王家内の争いや地方の諸按司の反乱などに悩まされ、7代63年で瓦解することになる。これは第一尚氏王統下では、有効な中央集権化政策を実施しなかったため、地方の諸按司の勢力が強く、王権強化に失敗したためである。

### 第二尚氏王統

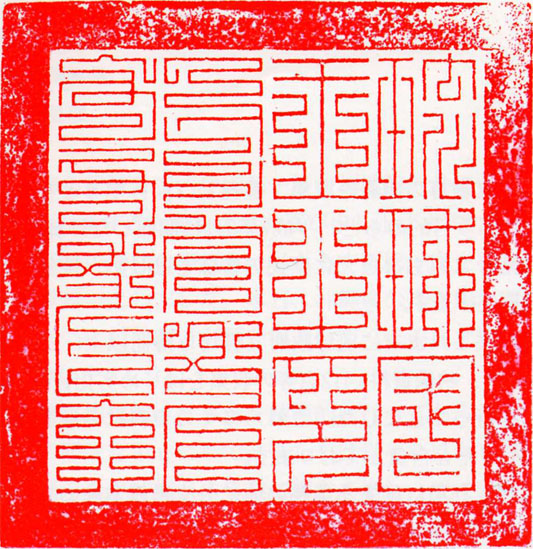
琉球國王之印（18世紀）左は満洲語で「, lio kio gurun i wang ni doron」

1462年、第6代・尚泰久王の重臣だった金丸（尚円王）が第7代・尚徳王の後の王位を継承して第二尚氏王統が始まった。正史では重臣たちが王に推挙したとあるが、金丸のクーデターだったとも言われている。1471年（明: 成化7年）、尚円は第一尚氏の時と同様、先王・尚徳の世子と偽って使者を派遣し、尚徳王の死去を告げて封爵を請うた。明はこれに応じて冊封使を派遣し、尚円を中山王に冊封した。その後第二尚氏王統は、第3代・尚真王の治世に地方の諸按司を地方から首里へ移して住まわせ、中央集権化に成功した。このため第二尚氏王統は1879年の琉球処分まで、19代410年に渡って続いた。
1636年、尚豊王の治世に、薩摩の命によって王ではなく国司の称号を用いるよう強いられた。以後、尚賢王・尚質王・尚貞王3代の76年間は、薩摩に対しては「琉球国司」と署名したが、清に対しては「中山王」のままだった。1712年には島津吉貴の意向により、再び王号に復することになったが、その背景には吉貴の官位昇進問題があったといわれている。
1872年（明治5年）9月14日、上京していた明治維新慶賀使節に対して、明治天皇から冊封の詔勅が下され、尚泰王は琉球藩王に冊封された。藩王の称号は1879年（明治12年）の廃藩置県まで使われた。廃藩置県後、尚泰は侯爵に叙せられ、東京への定住を命じられた。

## 琉球国王の一覧

### 天孫氏王統
『中山世鑑』によれば、琉球最初の王統は天孫氏王統（天孫王統）であったと伝えられる。天帝の使として下界に降った女神アマミキヨは三男二女をなし、長子及びその子孫が歴代の国王になったという。天帝の子孫にあたることから天孫氏と呼ばれる。
天孫氏は25代17802年にわたって続いたが、最後の王（思次良金あるいは思金松兼王という。『椿説弓張月』には尚寧王）が重臣の利勇に殺されて断絶し、その利勇もやがて舜天に誅殺された。実在したかどうかについては神話・伝説の域を出ない。

### 舜天王統
源為朝の落胤とも伝えられる舜天の立てた王統が舜天王統である。琉球王国の正史『中山世鑑』や、『おもろさうし』『鎮西琉球記』『椿説弓張月』などでは、12世紀、源為朝（鎮西八郎）が現在の沖縄県の地に逃れ、その子が舜天になったとされる。この王統も伝説的な意味合いの強い王統だと考えられる。
1. 舜天
2. 舜馬順煕
3. 義本

義本王が摂政の英祖に王位を禅譲し、舜天王統は三代72年の歴史を終えた。

### 英祖王統
先述の義本王の摂政であった英祖が王位を禅譲されて誕生したのが英祖王統である。5代89年続いた。
- 恵祖　伊祖城主・英祖の父

1. 英祖　伊祖
2. 大成　浦添
3. 英慈　伊祖
4. 玉城　玉城領主だったため、それより由来
5. 西威　浦添か首里

この王統の5人の王はそれぞれ、名前の由来は出身地か王子の時の城と言われている。

### 三山時代
英祖王統第4代玉城王の頃より王権が衰え、琉球各地に覇を唱える按司が出現し、やがて今帰仁村を中心とする北山、浦添→首里を中心とする中山、旧高嶺間切（現在糸満市の一部）の大里を中心とする南山の三つの地域にそれぞれ王が現れた。三国志さながらのこの時代を三山時代と称する。
なお、これら三山はそれぞれ独立して明に朝貢し貿易を行っていたことが明の歴史書に残っている。

#### 中山・察度王統
察度王統は、西威王の没後、群臣の推挙によって王となった察度が立てた王統。2代55年続いた。
1. 察度
2. 武寧

#### 北山・怕尼芝王統
怕尼芝王統は北山をまとめた羽地按司の怕尼芝が立てた王統。
1. 怕尼芝
2. 珉
3. 攀安知

#### 南山・大里王統
大里王統は南山をまとめた大里按司の承察度が立てた王統。
1. 承察度
2. 汪英紫
3. 汪応祖
4. 達勃期
5. 他魯毎

### 第一尚氏王統
中山王武寧を倒した尚巴志が、父・思紹を王位に就け、立てた王統。巴志はその後三山統一を成し遂げた。

尚円（金丸）の立てた王統と区別するために第一尚氏王統と呼ばれ、また尚巴志王統とも呼ばれる。七代63年続いた

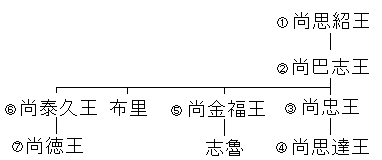
第一尚氏王系図

|   | 氏名                           | 在位期間                            | 享年 | 備考         |
| - | ------------------------------ | ----------------------------------- | ---- | ------------ |
| 1 | 尚思紹王 しょう ししょうおう   | 永楽4年 - 永楽19年 1406年 - 1421年  | 67   | 追号         |
| 2 | 尚巴志王 しょう はしおう       | 永楽20年 - 正統4年 1422年 - 1439年  | 67   | 初代琉球国王 |
| 3 | 尚忠王 しょう ちゅうおう       | 正統5年 - 正統9年 1440年 - 1444年   | 53   |              |
| 4 | 尚思達王 しょう したつおう     | 正統10年 - 正統14年 1445年 - 1449年 | 41   |              |
| 5 | 尚金福王 しょう きんぷくおう   | 景泰元年 - 景泰4年                  | 55   |              |
| 6 | 尚泰久王 しょう たいきゅうおう | 景泰5年 - 天順4年                   | 45   |              |
| 7 | 尚徳王 しょう とくおう         | 天順5年 - 成化13年 1461年 - 1469年  | 28   |              |

### 第二尚氏王統
第一尚氏6代王尚泰久王に仕えていた金丸（のちの尚 円）が、尚徳王の没後立てた王統。
先の王統と同名のためこちらを第二尚氏王統と称する。また、尚円王統とも呼ばれる。琉球処分まで19代409年続いた。

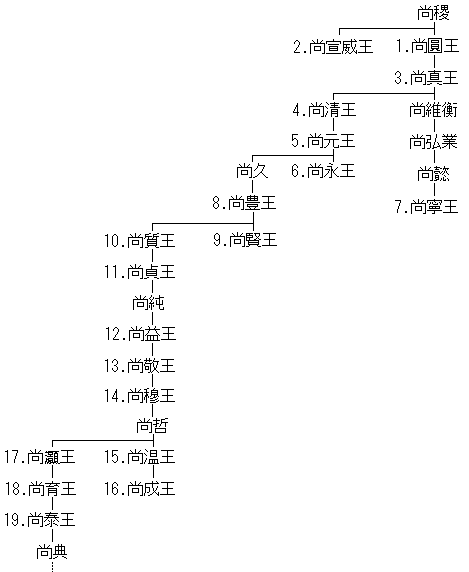
第二尚氏王系図（尚泰の子は尚典のみ記載）

| 代 | 氏名                              | 肖像 | 在位期間                            | 享年 | 備考                                                                       |
| -- | --------------------------------- | ---- | ----------------------------------- | ---- | -------------------------------------------------------------------------- |
|    | しょう しょく 尚 稷               |      |                                     | 不明 | 尚 円王の父。円王から王号を追贈された。                                    |
| 1  | しょう えんおう 尚 円王           |      | 成化5年 - 成化12年 1469年 - 1476年  | 61   |                                                                            |
| 2  | しょう せんいおう 尚 宣威王       |      | 成化13年 1477年                     | 47   |                                                                            |
| 3  | 尚真王 しょう しんおう            |      | 成化13年 - 嘉靖6年 1477年 - 1527年  | 62   |                                                                            |
| 4  | 尚清王 しょう せいおう            |      | 嘉靖6年 - 嘉靖34年 1527年 - 1555年  | 58   |                                                                            |
| 5  | 尚元王 しょう げんおう            |      | 嘉靖35年 - 隆慶6年 1556年 - 1572年  | 44   |                                                                            |
| 6  | 尚永王 しょう えいおう            |      | 万暦元年 - 万暦16年 1573年 - 1588年 | 29   |                                                                            |
|    | 尚懿 しょう い 与那城王子朝賢     |      |                                     | ？   | 尚真王の曾孫、尚寧王の父。王の父たるをもって王号を追贈された。             |
| 7  | 尚寧王 しょう ねいおう            |      | 万暦17年 - 泰昌元年 1589年 - 1620年 | 56   |                                                                            |
|    | 尚久 しょう きゅう 大金武王子朝公 |      |                                     | 60   | 尚元王の三男、尚豊王の父。王の父たるをもって王号を追贈された。             |
| 8  | 尚豊王 しょう ほうおう            |      | 天啓元年 - 崇禎13年 1621年 - 1640年 | 49   |                                                                            |
| 9  | 尚賢王 しょう けんおう            |      | 崇禎14年 - 順治4年 1641年 - 1647年  | 22   |                                                                            |
| 10 | 尚質王 しょう しつおう            |      | 順治5年 - 康熙7年 1648年 - 1668年   | 39   |                                                                            |
| 11 | 尚貞王 しょう ていおう            |      | 康熙8年 - 康熙48年 1669年 - 1709年  | 63   |                                                                            |
|    | 尚純 しょう じゅん 中城王子       |      |                                     | 46   | 尚貞王の世子、尚益王の父。即位前に薨じるも、王号を追贈された。             |
| 12 | 尚益王 しょう えきおう            |      | 康熙49年 - 康熙51年 1710年 - 1712年 | 33   |                                                                            |
| 13 | 尚敬王 しょう けいおう            |      | 康熙52年 - 乾隆16年 1713年 - 1751年 | 50   |                                                                            |
| 14 | 尚穆王 しょう ぼくおう            |      | 乾隆17年 - 乾隆59年 1752年 - 1794年 | 55   |                                                                            |
|    | 尚哲 しょう てつ 中城王子         |      |                                     | 29   | 尚穆王の世子、尚温王の父。即位前に薨じるも、王号を追贈された。             |
| 15 | 尚温王 しょう おんおう            |      | 乾隆60年 - 嘉慶7年 1795年 - 1802年  | 18   |                                                                            |
| 16 | 尚成王 しょう せいおう            |      | 嘉慶8年 - 嘉慶9年 1803年 - 1804年   | 3    |                                                                            |
| 17 | 尚灝王 しょう こうおう            |      | 嘉慶9年 - 道光14年 1804年 - 1834年  | 46   |                                                                            |
| 18 | 尚育王 しょう いくおう            |      | 道光15年 - 道光27年 1835年 - 1847年 | 34   |                                                                            |
| 19 | 尚泰王 しょう たいおう            |      | 道光28年 - 光緒4年 1848年 - 1879年  | 58   | 在位中に琉球処分が行われ、尚泰は日本華族に列せられ、のち日本侯爵となった。 |

### 王位請求者
|                   | 画像 | 備考                                          |
| ----------------- | ---- | --------------------------------------------- |
| 尚典 中城王子朝弘 |      | 尚泰王の世子。尚家20代当主。 日本侯爵を襲爵。 |
| 尚昌              |      | 尚典の長子。尚家21代当主。 日本侯爵を襲爵。   |
| 尚裕              |      | 尚昌の長子。尚家22代当主。 日本侯爵を襲爵。   |
| 尚衞              |      | 尚裕の長子。尚家23代当主。                    |